# Pequenas Antilhas

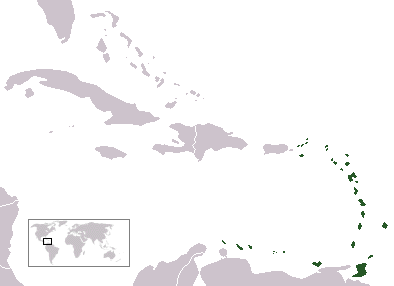
As Pequenas Antilhas

As Pequenas Antilhas ou Antilhas Menores são parte das Antilhas que, em conjunto com as Grandes Antilhas, as Bahamas, as ilhas Caimã e as ilhas Turcas e Caicos, formam as Índias Ocidentais. São uma longa cadeia de ilhas dispostas ao longo da extremidade oriental do mar das Caraíbas (mar do Caribe), separando este mar do oceano Atlântico, começando a leste da ilha de Porto Rico, a norte e terminando ao largo da Venezuela, a sul.
As Pequenas Antilhas são os picos de um arco de 18 vulcões com 700 km de extensão, que se encontram sobre a zona de subducção entre as placas tectónicas do Caribe e da América do Sul.
As Pequenas Antilhas são (em geral de norte para sul):
Ilhas de Barlavento
- Ilhas Virgens Americanas (Estados Unidos)
- Ilhas Virgens Britânicas (Reino Unido)
- Anguila (Reino Unido)
- São Martinho (França e Países Baixos)
- São Bartolomeu (França)
- Saba (Países Baixos)
- Santo Eustáquio (Países Baixos)
- São Cristóvão (São Cristóvão e Neves)
- Neves (São Cristóvão e Neves)
- Barbuda (Antiga e Barbuda)
- Antiga (Antiga e Barbuda)
- Redonda (Antiga e Barbuda)
- Monserrate (Reino Unido)
- Guadalupe (França)
- La Désirade (França)
- Ilhas dos Santos (França)
- Maria Galante (França)
- Dominica
- Barbados

Ilhas de Sotavento
- Martinica (França)
- Santa Lúcia
- Barbados
- São Vicente
- Granadinas
- Granada
- Trindade e Tobago

Ilhas a norte da Venezuela (de oeste para leste):
- Aruba (Países Baixos)
- Curaçau (Países Baixos)
- Bonaire (Países Baixos)
- Arquipélago Venezuelano

Obs: Estas últimas são, de forma errônea, frequentemente consideradas ilhas de Barlavento.